# نادي آر إف إس
نادي آر إف إس هو نادي كرة قدم لاتفي من مدينة ريغا يلعب حالياً في الدوري اللاتفي الممتاز،تأسس النادي في 2011.